# ألكسندر ديلتشيف
ألكسندر ديلتشيف (بالبلغارية: Александър Делчев)‏ Aleksander Delchev (ولد في 15 يوليو 1971) لاعب شطرنج بلغاري يحمل لقب أستاذ كبير.

## إنجازات
- فاز ببطولة بلغاريا للشطرنج ثلاث مرات أعوام 1994، 1996، 2001.
- لعب باسم بلده في أولمبيادات الشطرنج أعوام 1994، 2000، 2002، 2004، 2006، 2008، 2010، 2012.
- فاز ببطولة أوروبا للشباب عام 1991/1992.
- فاز بدورة ريجيو إيميليو للشطرنج رقم 47.
- فاز ببطولة كرواتيا الدولية المفتوحة للشطرنج عام 2007.
- فاز ببطولة بافاريا الدولية المفتوحة للشطرنج في باد فيسزي عام 2005 و2013.

## روابط خارجية
- ألكسندر ديلتشيف على موقع الاتحاد الدولي للشطرنج (الإنجليزية)
- ألكسندر ديلتشيف على موقع مباريات الشطرنج (الإنجليزية)
- ألكسندر ديلتشيف على موقع 365Chess.com (الإنجليزية)
- ألكسندر ديلتشيف على موقع Chesstempo.com (الإنجليزية)
- ألكسندر ديلتشيف سجل أولمبياد الشطرنج على موقع OlimpBase.org (الإنجليزية)